# Louisine Havemeyer

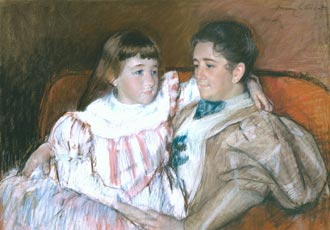
Louisine Havemeyer i la seua filla Electra, 1895, pastís sobre paper per Mary Cassatt. Col·lecció del Museu Shelburne

Louisine Havemeyer   (Nova York, 28 de juliol de 1855 - Manhattan, 6 de gener de 1929) Louisine Waldron Grande Havemeyer fou una col·leccionista d'art, sufragista i filantropa estatunidenca. A més a més de ser mecenes d'art impressionista, fou una de les col·laboradores més prominents del moviment del sufragi femení als Estats Units. El pintor impressionista Edgar Degas i la feminista Alice Paul foren personalitats recolzades per ella.

## Biografia
Havemeyer nasqué a Nova York, filla del comerciant George W. Mayor (1831–1873) i Matilda Adelaide Waldron (1834–1907). Era la segona de quatre germans.

### La seua vida a París
Poc després de la mort del seu pare, la família viatjà a Europa en una estada de tres anys al maig del 1873 a bord del S. S. Calabria, acompanyats per la seua tia Amanda McCready i família, i la seua cosina Mary Mapes Dodge, editora de la revista St. Nicholas Magazine i autora de Hans Brinker o els patins de plata. La germana de Mary Mapes Dodge, Sophie Mapes Tolles, vivia a París amb la seua amiga Emily Sartain, estudiava art en el taller del pintor Evariste Luminais i s'allotjava en l'internat de Mme. Delsarte, la vídua de François Delsarte, famós professor d'art. Havemeyer i la seua germana Addie entraren en aquest internat i allí Emily Sartain li va presentar a Mary Cassatt. La seua amiga de Filadèlfia, Cassatt i Sartain havien estudiat juntes en l'Acadèmia de Belles Arts de Pennsilvània en la dècada del 1860 i van viatjar a Europa juntes en la tardor del 1871. Mary Cassatt es convertí en la mentora de Havemeyer i l'animà a realitzar la primera adquisició d'art, un pastís d'Edgar Degas. Després que Louisine es casàs amb Henry O. Havemeyer, Cassatt esdevingué consellera de la família Havemeyer i els facilità la relació laboral que tindrien amb els artistes impressionistes, incloent-hi Edgar Degas, Édouard Manet, Camille Pissarro i Claude Monet. Fou una amistat duradora entre Havemeyer i Cassatt, que més tard va fer alguns pastissos de Havemeyer i els seus fills.

### Col·lecció d'art
Juntament amb el seu marit, Havemeyer construiria potser la millor col·lecció d'art dels Estats Units. La seua mansió a la Cinquena Avinguda de Nova York contenia els millors exemples d'obres de Manet, El Greco, Rembrandt, i Corot. La casa fou decorada el 1889-1890 per Louis Comfort Tiffany i Samuel Colman. Henry Clay Frick, J. P. Morgan, i Isabella Stewart Gardner eren altres col·leccionistes amb els quals els Havemeyer competien.

### Vida familiar
El 22 d'agost del 1883, Louisine es va casar amb Henry O. Havemeyer de l'American Sugar Refining Company (abans del seu matrimoni amb Louisine, Henry havia estat casat amb la tia de Louisine, Mary Louise Elder (1847–1897), però el matrimoni es va divorciar.) Tingueren tres fills.

## Llegat
A més a més de ser una mecenes d'art impressionista, Louisine Havemeyer fou una defensora dels drets de les dones.

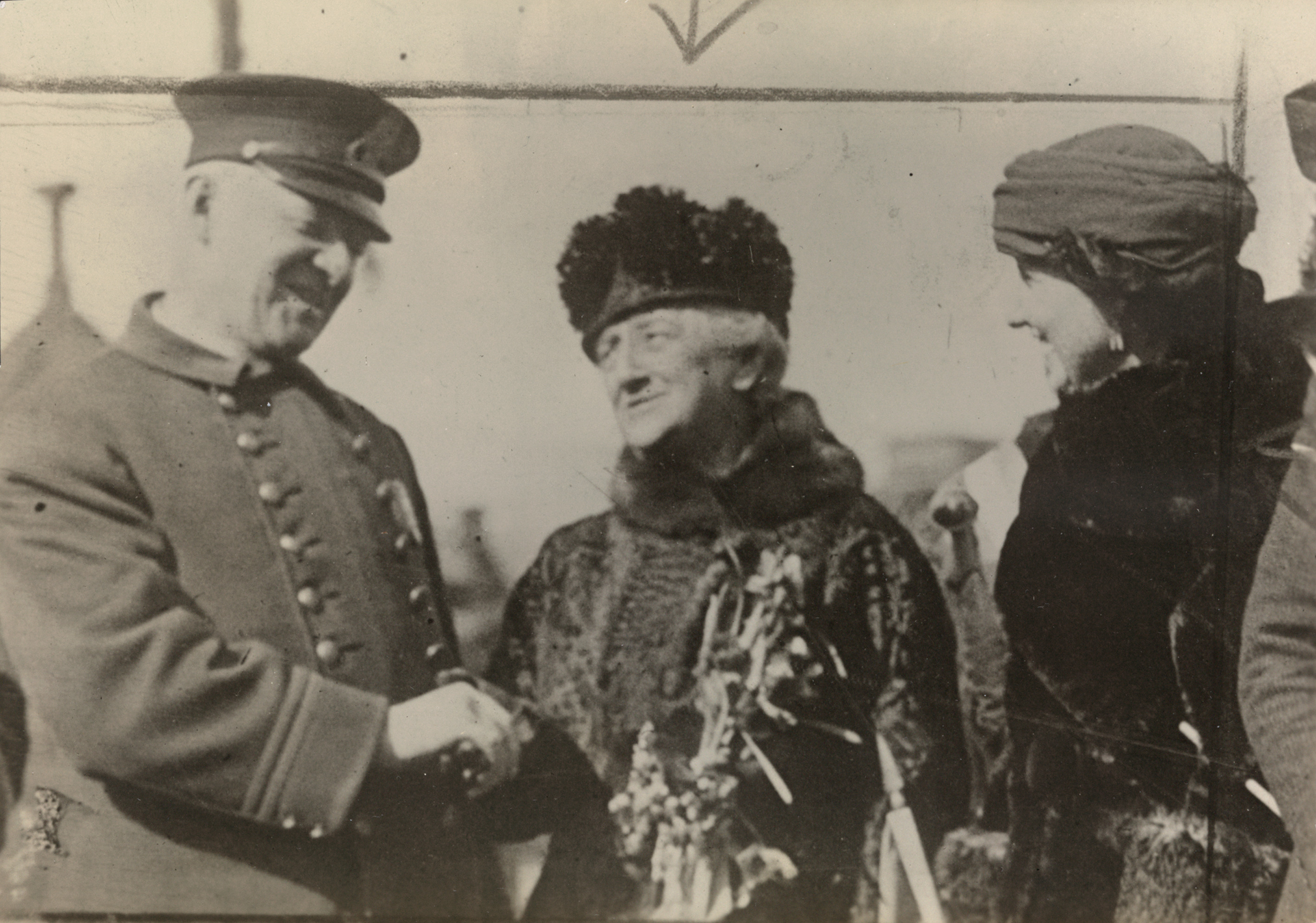
Un policia a Syracuse donant la benvinguda a Louisine Havemeyer a la seua arribada de la Presó Especial el 1919

### Activista del sufragi femení
Després de la mort del seu marit al 1907, Havemeyer se centrà en el moviment del sufragi femení. El 1912 presentà la seua la col·lecció artística a la Galeria Knoedler de Nova York per a recaptar diners per a la causa. El 1913, fundà el Partit Nacional de les Dones amb la sufragista Alice Paul. Aquesta organització abans s'anomenava Congressional Union for Woman Suffrage. El 1915 va repetir l'exposició d'art per a recaptar diners a Knoedler. Amb el suport financer de la senyora Havemeyer i altres, Paul va iniciar campanyes pel dret al vot. Els esforços més famosos de Paul foren la Desfilada Nacional del Sufragi del 1913 que va provocar un motí la vespra de la primera presa de possessió de Woodrow Wilson i, com a membre de les Sentinelles Silencioses, el piquet de la Casa Blanca en temps de guerra. Paul utilitzava parts dels discursos del president que anunciaven la defensa de la democràcia a Europa, que ella va contrastar magistralment amb la negació de la llibertat a les dones estatunidenques. Quan l'empresonaren per obstruir el trànsit el 1917, feu una vaga de fam, la qual cosa va exercir una tremenda pressió sobre el Congrés i l'Administració de Wilson. La Denovena Esmena, que faria real el sufragi, en el Congrés obtingué els 2/3 dels vots necessaris el 1919, s'envià als estats per ratificar-la i obtingué els 3/4 dels estats necessaris que la ratificaren el 1920. Havemeyer esdevingué una sufragista reconeguda; publicà dos articles sobre la seua lluita pel sufragi en Scribner's Magazine. El primer, titulat "The Prison Special: Memories of a Militant", va aparèixer al maig del 1922, i l'altre, "The Suffrage Torch: Memories of a Militant", al juny del mateix any. El 1912 i 1915, Havemeyer organitzà exposicions d'obres d'art de la seua col·lecció en la Galeria Knoedler per a recaptar fons per al sufragi. Va participar en marxes, per a la consternació dels seus fills, per la famosa Cinquena Avinguda de Nova York i es dirigí a una audiència a peu al Carnegie Hall després d'acabar una gira de conferències. Una famosa fotografia de Louisine Havemeyer la mostra amb una torxa elèctrica, semblant a la de l'Estàtua de la Llibertat, entre altres sufragistes prominents. El seu intent de cremar una efígie de Wilson enfront de la Casa Blanca al 1919 va cridar l'atenció estatal.
Havemeyer va morir el 1929 i va ser enterrada en el Cementeri de Green-Wood a Brooklyn, Nova York. Va deixar algunes pintures selectes al Museu Metropolità d'Art de Nova York. El llegat final, possible gràcies a la generositat dels seus fills, contenia unes dues mil obres. Moltes peces de Tiffany de la seua casa de la Cinquena Avinguda inclouen una magnífica decoració de paó per a un repeu de xemeneia i un canelobre que es mostren en el Museu d'Art de la Universitat de Michigan. Una part dels seus mobles de la Sala de Música està a la vista en el Museu Shelburne.

### Llegat familiar
Les seues filles continuarien contribuint al llegat de la seua família com a col·leccionistes d'art. La seua filla Electra Havemeyer Webb col·leccionà pintures i escultures fines i populars estatunidenques que ajudaren a fundar el Museu Shelburne. El seu besnet, John Wilmerding, és un conegut professor d'art, col·leccionista i comissari d'exposicions, i un prolífic autor de llibres sobre art estatunidenc. La seua filla Adeline i el seu fill Horace Havemeyer, i Horace Havemeyer, Jr., van llegar obres de Vermeer, Goya, Corot, Manet i altres a la Galeria Nacional d'Art.

### Les pintures llegades al Museu Metropolità d'Art
| imatge | títol                                                                        | autoria                               | data     | número     | The Met url |
| ------ | ---------------------------------------------------------------------------- | ------------------------------------- | -------- | ---------- | ----------- |
|        | Retrat d'Herman Doomer                                                       | Rembrandt                             | 1640     | 29.100.1   | MET         |
|        | Retrat d'anciana                                                             | Jacob Adriaensz Backer                | 1640     | 29.100.2   | MET         |
|        | Retrat d'home, probablement membre de la família Van Beresteyn               | Rembrandt                             | 1632     | 29.100.3   | MET         |
|        | Retrat de dona, probablement membre de la família Van Beresteyn              | Rembrandt                             | 1632     | 29.100.4   | MET         |
|        | Retrat del cardenal Fernando Niño de Guevara                                 | El Greco                              | 1600     | 29.100.5   | MET         |
|        | Vista de Toledo                                                              | El Greco                              | 1596     | 29.100.6   | MET         |
|        | La visita                                                                    | Pieter de Hooch                       | 1657     | 29.100.7   | MET         |
|        | Retrat de Petrus Scriverius                                                  | Frans Hals                            | 1626     | 29.100.8   | MET         |
|        | Retrat d'Anna van der Aar                                                    | Frans Hals                            | 1626     | 29.100.9   | MET         |
|        | Maques al balcó                                                              | Francisco de Goya                     | 1808     | 29.100.10  | MET         |
|        | María Luisa de Parma (1751–1819), reina d'Espanya                            | Còpia d'un Goya                       | 1900s    | 29.100.11  | MET         |
|        | La ciutat en la roca                                                         | A l'estil de Goya                     | 1900s    | 29.100.12  | MET         |
|        | Santa Cecília                                                                | Abraham van Diepenbeeck               | 1700s    | 29.100.14  | MET         |
|        | Retrat d'home                                                                | Hug van der Goes                      |          | 29.100.15  | MET         |
|        | Retrat de jove amb llibre                                                    | Bronzino                              | 1540     | 29.100.16  | MET         |
|        | Madonna amb el Nen i dos àngels                                              | Botticelli                            | 1500s    | 29.100.17  | MET         |
|        | El foc de Sodoma                                                             | Jean-Baptiste Camille Corot           | 1850s    | 29.100.18  | MET         |
|        | Bacant en la mar                                                             | Jean-Baptiste Camille Corot           | 18601865 | 29.100.19  | MET         |
|        | Orfeu i Eurídice                                                             | Pintat a la manera de Nicolas Poussin |          | 29.100.20  | MET         |
|        | Mercuri i Batus                                                              | F. Millet                             |          | 29.100.21  | MET         |
|        | Retrat d'home                                                                | Corneille de Lyon                     | 1540     | 29.100.22  | MET         |
|        | Joseph-Antoine Moltedo                                                       | Jean Auguste Dominique Ingres         | 1810     | 29.100.23  | MET         |
|        | Retrat d'home amb un rosari                                                  | Lucas Cranach el Vell                 |          | 29.100.24  | MET         |
|        | Ballarines practicant en la barra                                            | Edgar Degas                           | 1877     | 29.100.34  | MET         |
|        | Woman Having Her Hair Combed                                                 | Edgar Degas                           |          | 29.100.35  | MET         |
|        | Woman Drying Her Foot                                                        | Edgar Degas                           |          | 29.100.36  | MET         |
|        | Woman with a Towel                                                           | Edgar Degas                           |          | 29.100.37  | MET         |
|        | At the Milliner's                                                            | Edgar Degas                           | 1882     | 29.100.38  | MET         |
|        | The Rehearsal Onstage                                                        | Edgar Degas                           | 1874     | 29.100.39  | MET         |
|        | The Artist's Cousin, Probably Mrs. William Bell (Mathilde Musson, 1841–1878) | Edgar Degas                           | 1873     | 29.100.40  | MET         |
|        | Woman Bathing in a Shallow Tub                                               | Edgar Degas                           | 1885     | 29.100.41  | MET         |
|        | Ballarines vestides de verd                                                  | Edgar Degas                           |          | 29.100.42  | MET         |
|        | Sulking                                                                      | Edgar Degas                           |          | 29.100.43  | MET         |
|        | El col·leccionista de gravats                                                | Edgar Degas                           | 1866     | 29.100.44  | MET         |
|        | Madame Théodore Gobillard (Yves Morisot, 1838–1893)                          | Edgar Degas                           | 1869     | 29.100.45  | MET         |
|        | Dona planxant                                                                | Edgar Degas                           | 1873     | 29.100.46  | MET         |
|        | Mare i xiquet (L'espill ovalat)                                              | Mary Cassatt                          |          | 29.100.47  | MET         |
|        | Young Mother Sewing                                                          | Mary Cassatt                          | 1900     | 29.100.48  | MET         |
|        | The Dead Christ with Angels                                                  | Édouard Manet                         | 1864     | 29.100.51  | MET         |
|        | A Matador                                                                    | Édouard Manet                         | 18661867 | 29.100.52  | MET         |
|        | Mademoiselle V. in the Costume of an Espasa                                  | Édouard Manet                         | 1862     | 29.100.53  | MET         |
|        | Young man in Maig costume                                                    | Édouard Manet                         | 1863     | 29.100.54  | MET         |
|        | George Moore (1852–1933)                                                     | Édouard Manet                         |          | 29.100.55  | MET         |
|        | Mademoiselle Isabelle Lemonnier (1857–1926)                                  | Édouard Manet                         |          | 29.100.56  | MET         |
|        | Woman with a Parrot                                                          | Gustave Courbet                       | 1866     | 29.100.57  | MET         |
|        | La font                                                                      | Gustave Courbet                       | 1862     | 29.100.58  | MET         |
|        | Woman in a Riding Habit (L'Amazone)                                          | Gustave Courbet                       | 1856     | 29.100.59  | MET         |
|        | Nude with Flowering Branch                                                   | Gustave Courbet                       | 1863     | 29.100.60  | MET         |
|        | After the Hunt                                                               | Gustave Courbet                       |          | 29.100.61  | MET         |
|        | Dona i ones                                                                  | Gustave Courbet                       | 1868     | 29.100.62  | MET         |
|        | Jo, La Belle Irlandaise                                                      | Gustave Courbet                       |          | 29.100.63  | MET         |
|        | Mont Sainte-Victoire and the Viaduct of the Arc River Valley                 | Paul Cézanne                          | 1882     | 29.100.64  | MET         |
|        | Gustave Boyer (b. 1840) in a Straw Hat                                       | Paul Cézanne                          |          | 29.100.65  | MET         |
|        | Still Life with Jar, Cup, and Apples                                         | Paul Cézanne                          | 1877     | 29.100.66  | MET         |
|        | The Gulf of Marseilles Seen from L'Estaqui                                   | Paul Cézanne                          | 1885     | 29.100.67  | MET         |
|        | Portrait of a Man with a Breastplate and Plumed Hat                          | Rembrandt                             | 1640s    | 29.100.102 | MET         |
|        | Portrait of a Woman                                                          | Rembrandt Ferdinand Bol Jan Victors   | 1640     | 29.100.103 | MET         |
|        | Portrait of a Woman                                                          | Francesco Montemezzano                |          | 29.100.104 | MET         |
|        | Boy with a Greyhound                                                         | Paolo Veronese                        |          | 29.100.105 | MET         |
|        | Chrysanthemums                                                               | Claude Monet                          | 1882     | 29.100.106 | MET         |
|        | Bouquet of Sunflowers                                                        | Claude Monet                          | 1881     | 29.100.107 | MET         |
|        | Ice Floes                                                                    | Claude Monet                          | 1893     | 29.100.108 | MET         |
|        | Haystacks (Effect of Snow and Sun)                                           | Claude Monet                          | 1891     | 29.100.109 | MET         |
|        | The Four Trees                                                               | Claude Monet                          | 1891     | 29.100.110 | MET         |
|        | The Green Wave                                                               | Claude Monet                          |          | 29.100.111 | MET         |
|        | La Grenouillère                                                              | Claude Monet                          | 1869     | 29.100.112 | MET         |
|        | Bridge over a Pond of Water Lilies                                           | Claude Monet                          | 1899     | 29.100.113 | MET         |
|        | Copy after Delacroix's "Bark of Dante"                                       | Édouard Manet                         |          | 29.100.114 | MET         |
|        | A la barca                                                                   | Édouard Manet                         | 1874     | 29.100.115 | MET         |
|        | Al·legoria de la Sorbona                                                     | Pierre Puvis de Chavannes             | 1889     | 29.100.117 | MET         |
|        | Madame de Brayer                                                             | Gustave Courbet                       | 1858     | 29.100.118 | MET         |
|        | Retrat de dona, Called Héloïse Abélard                                       | A l'estil de Gustave Courbet          | 1900     | 29.100.119 | MET         |
|        | Charles Suisse                                                               | Gustave Courbet                       | 1861     | 29.100.120 | MET         |
|        | Spring Flowers                                                               | Còpia sobre Gustave Courbet           | 1855     | 29.100.121 | MET         |
|        | The Source of the Loue                                                       | Gustave Courbet                       | 1864     | 29.100.122 | MET         |
|        | Pomes                                                                        | A l'estil de Gustave Courbet          | 1900     | 29.100.123 | MET         |
|        | The Young Bather                                                             | Gustave Courbet                       | 1866     | 29.100.124 | MET         |
|        | By the Seashore                                                              | Pierre-Auguste Renoir                 | 1883     | 29.100.125 | MET         |
|        | Bather in the Woods                                                          | Camille Pissarro                      | 1895     | 29.100.126 | MET         |
|        | Dancers in the Rehearsal Room with a Double Bass                             | Edgar Degas                           |          | 29.100.127 | MET         |
|        | A Woman Seated beside a Vase of Flowers                                      | Edgar Degas                           | 1865     | 29.100.128 | MET         |
|        | The Third-Class Carriage                                                     | Honoré Daumier                        | 1862     | 29.100.129 | MET         |
|        | Madame Auguste Cuoq (Mathilde Desportes, 1827–1910)                          | Gustave Courbet                       |          | 29.100.130 | MET         |
|        | Christ Asleep during the Tempest                                             | Eugène Delacroix                      |          | 29.100.131 | MET         |
|        | Alphonse Promayet (1822–1872)                                                | Gustave Courbet                       | 1851     | 29.100.132 | MET         |
|        | Retrat d'home                                                                | Gaspare Traversi                      | 1800     | 29.100.179 | MET         |
|        | Narcisa Barañana de Goicoechea                                               | Francisco Goya y Lucientes            | 1815     | 29.100.180 | MET         |
|        | Joseph-Henri Altès (1826–1895)                                               | Edgar Degas                           | 1868     | 29.100.181 | MET         |
|        | Marie Dihau (1843–1935)                                                      | Edgar Degas                           |          | 29.100.182 | MET         |
|        | Retrat de jove                                                               | Edgar Degas                           |          | 29.100.183 | MET         |
|        | La classe de dansa                                                           | Edgar Degas                           | 1870s    | 29.100.184 | MET         |
|        | Woman on a Sofa                                                              | Edgar Degas                           | 1875     | 29.100.185 | MET         |
|        | Two Dancers                                                                  | Edgar Degas                           | 1873     | 29.100.187 | MET         |
|        | Dancer with a Fan                                                            | Edgar Degas                           |          | 29.100.188 | MET         |
|        | Two Dancers                                                                  | Edgar Degas                           |          | 29.100.189 | MET         |
|        | Bather Stepping into a Tub                                                   | Edgar Degas                           |          | 29.100.190 | MET         |
|        | The Muse: History                                                            | Jean-Baptiste Camille Corot           | 1865     | 29.100.193 | MET         |
|        | Rocks in the Forest                                                          | Paul Cézanne                          |          | 29.100.194 | MET         |
|        | The Experts                                                                  | Alexandre-Gabriel Decamps             | 1837     | 29.100.196 | MET         |
|        | Anne de Pisseleu (1508–1576), Duchesse d'Étampes                             | Corneille de Lyon                     |          | 29.100.197 | MET         |
|        | Man with a Tankard                                                           | A l'estil d'Adriaen van Ostade        | 1700     | 29.100.198 | MET         |
|        | The Connoisseur                                                              | Honoré Daumier                        | 1862     | 29.100.200 | MET         |
|        | Retrat d'home                                                                | Gustave Courbet                       |          | 29.100.201 | MET         |
|        | The Ballet from "Robert le Diable"                                           | Edgar Degas                           | 1871     | 29.100.552 | MET         |
|        | Woman Drying Her Arm                                                         | Edgar Degas                           |          | 29.100.553 | MET         |
|        | Fan Mount: The Ballet                                                        | Edgar Degas                           | 1879     | 29.100.554 | MET         |
|        | Fan Mount: Ballet Girls                                                      | Edgar Degas                           | 1879     | 29.100.555 | MET         |
|        | Russian Dancer                                                               | Edgar Degas                           | 1899     | 29.100.556 | MET         |
|        | Dancer with a Fan                                                            | Edgar Degas                           |          | 29.100.557 | MET         |
|        | Three Dancers Preparing for Class                                            | Edgar Degas                           |          | 29.100.558 | MET         |
|        | Mademoiselle Lucie Delabigne (1859–1910), Called Valtesse de la Bigne        | Édouard Manet                         | 1879     | 29.100.561 | MET         |
|        | Girl Weaving a Garland                                                       | Jean-Baptiste Camille Corot           |          | 29.100.562 | MET         |
|        | Reverie                                                                      | Jean-Baptiste Camille Corot           |          | 29.100.563 | MET         |
|        | Retrat de xiquet                                                             | Jean-Baptiste Camille Corot           |          | 29.100.564 | MET         |
|        | Sibylle                                                                      | Jean-Baptiste Camille Corot           | 1870s    | 29.100.565 | MET         |
|        | La mar en calma                                                              | Gustave Courbet                       | 1869     | 29.100.566 | MET         |
|        | Bacchante in a Landscape                                                     | Jean-Baptiste Camille Corot           | 1865     | 29.100.598 | MET         |